# 陈邃衡
陈邃衡（1915年—2008年），安徽怀宁人，中华人民共和国政治人物，中国民主建国会会员、中央常委、副主席、名誉副主席，第七届全国人大常委，第八届全国人大代表，第二、三、四、五届全国政协委员，第六届全国政协常委。
2002年12月，中国民主建国会第八次全国代表大会在北京召开，他出任名誉副主席。